# Liste der Monuments historiques in Lagnieu
Die Liste der Monuments historiques in Lagnieu führt die Monuments historiques in der französischen Gemeinde Lagnieu auf.

## Liste der Bauwerke
| Bezeichnung         | Beschreibung | Standort | Kennzeichnung | Schutzstatus | Datum | Bild           |
| ------------------- | ------------ | -------- | ------------- | ------------ | ----- | -------------- |
| Schloss Montferrand | Erbaut 1471  | (Lage)   | PA00116607    | Inscrit      | 1990  | weitere Bilder |

## Liste der Objekte
- Monuments historiques (Objekte) in Lagnieu in der Base Palissy des französischen Kultusministeriums